# Joanna Mary Boyce

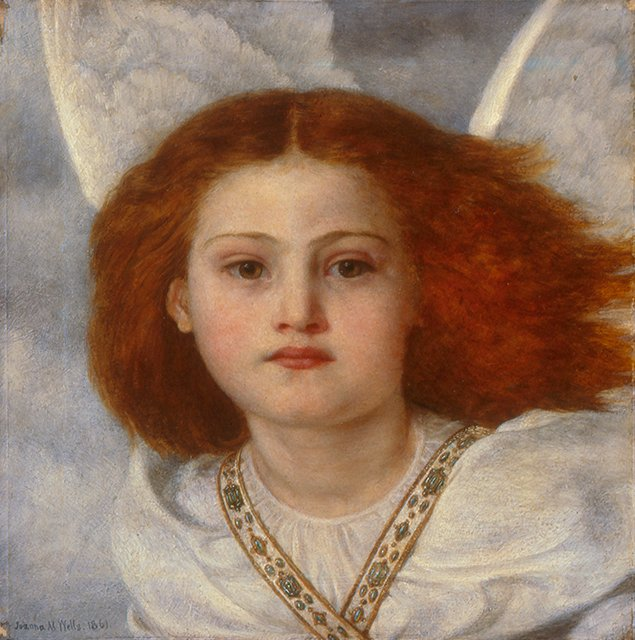
A Bird of God, 1861

Joanna Mary Boyce (Londen,  7 december 1831 -  15 juli 1861) was een Engelse kunstschilderes. Zij was de jongere zus van de schilder George Price Boyce. Beide kunstenaars waren stijlvolgers van de prerafaëlieten. 
Boyce toonde al op jeugdige leeftijd talent, bezocht tekenscholen en studeerde in Parijs in 1852 en 1855. In 1855 werd haar schilderij Elgiva geaccepteerd door de Royal Academy of Arts. Het werk trok de aandacht en werd geprezen door de invloedrijke kunstcriticus John Ruskin.
In 1857 reisde zij naar Italië. Daar trouwde zij in december van dat jaar met de kunstschilder Henry Tanworth Wells (1828-1903). Zij begon er aan het schilderij The Boys' Crusade, dat in 1859 bij de Academy werd tentoongesteld. Andere daar geëxposeerde werken waren The Outcasts, The Heather-Gatherers, Do I like Butter?, La Veneziana, Peep-Bo! en A Bird of God. Dit laatste werk liet zij onvoltooid achter. Zij stierf op 29-jarige leeftijd in het kraambed.